# Royaume du Commonwealth

Royaumes du Commonwealth.
Territoires des royaumes du Commonwealth.
Anciens royaumes du Commonwealth.

Un royaume du Commonwealth (en anglais : Commonwealth realm) est un État souverain membre du Commonwealth étant en union personnelle avec le Royaume-Uni et qui, par conséquent, reconnaît le monarque britannique (actuellement, le roi Charles III) comme son propre monarque et chef d'État,. 
Il y a actuellement quinze royaumes du Commonwealth, et, bien que Charles III soit roi de chacun d'entre eux, il s'agit de Couronnes différentes, et chaque État conserve sa souveraineté et son union personnelle. À l'exception du Royaume-Uni, où le roi réside, le monarque est représenté dans chaque royaume du Commonwealth par un gouverneur général. La véritable direction politique appartient cependant au Premier ministre de chaque pays, qui est également le chef du parti majoritaire au sein de la chambre basse du Parlement (selon le système de Westminster).
Les royaumes du Commonwealth sont tous d'anciennes colonies britanniques devenues indépendantes mais qui ont conservé le monarque du Royaume-Uni comme chef de l'État. D'anciens royaumes sont devenus des républiques tout en ayant le souverain du Royaume-Uni comme chef du Commonwealth. Depuis la déclaration Balfour de 1926, qui a fondé le Commonwealth, ce qu'on appelait alors les dominions — à l'époque le Canada, l'Australie, la Nouvelle-Zélande, l'Afrique du Sud, l'Irlande et Terre-Neuve — ont été renommés, au fil du temps, royaumes du Commonwealth. En 1931, le Statut de Westminster reprend ces termes tout en accordant aux pays concernés une plus grande souveraineté.

## Liste des royaumes du Commonwealth
| Pays                            | Population | Monarchie                        | Date | Gouverneur général      | Premier ministre  | Titre du monarque |
| ------------------------------- | ---------- | -------------------------------- | ---- | ----------------------- | ----------------- | --- |
| Antigua-et-Barbuda              | 91 295     | Monarchie antiguayenne           | 1981 | Rodney Williams         | Gaston Browne     | Charles the Third, by the Grace of God, King of Antigua and Barbuda and of His other Realms and Territories, Head of the Commonwealth. Charles Trois, par la grâce de Dieu, roi d'Antigua-et-Barbuda et de ses autres royaumes et territoires, chef du Commonwealth. |
| Australie                       | 24 023 100 | Monarchie australienne           | 1901 | Sam Mostyn              | Anthony Albanese  | Charles the Third, by the Grace of God, King of Australia and His other Realms and Territories, Head of the Commonwealth. Charles Trois, par la grâce de Dieu, roi d'Australie et de ses autres royaumes et territoires, chef du Commonwealth. |
| Bahamas                         | 321 834    | Monarchie bahaméenne             | 1973 | Cynthia A. Pratt        | Philip Davis      | Charles the Third, by the Grace of God, King of the Commonwealth of the Bahamas and of His other Realms and Territories, Head of the Commonwealth. Charles Trois, par la grâce de Dieu, roi du Commonwealth des Bahamas et de ses autres royaumes et territoires, chef du Commonwealth. |
| Belize                          | 347 369    | Monarchie bélizienne             | 1981 | Froyla Tzalam           | Johnny Briceño    | Charles the Third, by the Grace of God, King of Belize and of His Other Realms and Territories, Head of the Commonwealth. Charles Trois, par la grâce de Dieu, roi du Belize et de ses autres royaumes et territoires, chef du Commonwealth. |
| Canada                          | 40 769 890 | Monarchie canadienne             | 1867 | Mary Simon              | Mark Carney       | Charles the Third, by the Grace of God, King of Canada and His other Realms and Territories, Head of the Commonwealth. Charles Trois, par la grâce de Dieu, Roi du Canada et de ses autres royaumes et territoires, Chef du Commonwealth. |
| Grenade                         | 109 590    | Monarchie grenadienne            | 1974 | Cécile La Grenade       | Dickon Mitchell   | Charles the Third, by the Grace of God, King of the United Kingdom of Great Britain and Northern Ireland and of Grenada and His other Realms and Territories, Head of the Commonwealth. Charles Trois, par la grâce de Dieu, roi du Royaume-Uni de Grande-Bretagne et d'Irlande du Nord et de Grenade et de ses autres royaumes et territoires, chef du Commonwealth. |
| Jamaïque                        | 2 950 210  | Monarchie jamaïcaine             | 1962 | Patrick Allen           | Andrew Holness    | Charles the Third, by the Grace of God, King of Jamaica and of His other Realms and Territories, Head of the Commonwealth. Charles Trois, par la grâce de Dieu, roi de Jamaïque et de ses autres royaumes et territoires, chef du Commonwealth. |
| Nouvelle-Zélande                | 4 596 700  | Monarchie néo-zélandaise         | 1907 | Cindy Kiro              | Christopher Luxon | Charles the Third, by the Grace of God, King of New Zealand and His Other Realms and Territories, Head of the Commonwealth, Defender of the Faith. Charles Trois, par la grâce de Dieu, roi de Nouvelle-Zélande et de ses autres royaumes et territoires, chef du Commonwealth, défenseur de la Foi. |
| Papouasie-Nouvelle-Guinée       | 7 059 653  | Monarchie papouane-néo-guinéenne | 1975 | Bob Dadae               | James Marape      | Charles the Third, King of Papua New Guinea and His other Realms and Territories, Head of the Commonwealth. Charles Trois, roi de Papouasie-Nouvelle-Guinée et de ses autres royaumes et territoires, chef du Commonwealth. |
| Royaume-Uni                     | 64 716 000 | Monarchie britannique            | 1707 | Aucun                   | Keir Starmer      | Charles the Third, by the Grace of God, King of the United Kingdom of Great Britain and Northern Ireland and of His other Realms and Territories, Head of the Commonwealth, Defender of the Faith. Carolus III, Dei Gratia Britanniarum Regnorumque Suorum Ceterorum Rex, Consortionis Populorum Princeps, Fidei Defensor. Charles Trois, par la grâce de Dieu, roi du Royaume-Uni de Grande-Bretagne et d'Irlande du Nord et de ses autres royaumes et territoires, chef du Commonwealth, défenseur de la Foi. |
| Saint-Christophe-et-Niévès      | 54 961     | Monarchie christophienne         | 1983 | Marcella Liburd         | Terrance Drew     | Charles the Third, by the Grace of God, King of Saint Christopher and Nevis and of His other Realms and Territories, Head of the Commonwealth. Charles Trois, par la grâce de Dieu, roi de Saint-Christophe-et-Niévès et de ses autres royaumes et territoires, chef du Commonwealth. |
| Sainte-Lucie                    | 183 600    | Monarchie lucienne               | 1979 | Errol Charles (intérim) | Philip Pierre     | Charles the Third, by the Grace of God, King of Saint Lucia and of His other Realms and Territories, Head of the Commonwealth. Charles Trois, par la grâce de Dieu, roi de Sainte-Lucie et de ses autres royaumes et territoires, chef du Commonwealth. |
| Saint-Vincent-et-les-Grenadines | 103 000    | Monarchie vincentaise            | 1979 | Susan Dougan            | Ralph Gonsalves   | Charles the Third, by the Grace of God, King of Saint Vincent and the Grenadines and of His other Realms and Territories, Head of the Commonwealth. Charles Trois, par la grâce de Dieu, roi de Saint-Vincent-et-les-Grenadines et de ses autres royaumes et territoires, chef du Commonwealth. |
| Îles Salomon                    | 523 000    | Monarchie salomonaise            | 1978 | David Tiva Kapu         | Jeremiah Manele   | Charles the Third, by the Grace of God, King of Solomon Islands and of His other Realms and Territories, Head of the Commonwealth. Charles Trois, par la grâce de Dieu, roi des îles Salomon et de ses autres royaumes et territoires, chef du Commonwealth. |
| Tuvalu                          | 10 837     | Monarchie tuvaluane              | 1978 | Tofiga Vaevalu Falani   | Feleti Teo        | Charles the Third, by the Grace of God, King of Tuvalu and of His other Realms and Territories, Head of the Commonwealth. Charles Trois, par la grâce de Dieu, roi des Tuvalu et de ses autres royaumes et territoires, chef du Commonwealth. |

## Anciens royaumes et dominions

### Liste des États
| Pays                           | Ancienne monarchie       | De   | À    | Système post-transition | Mode de transition                  |
| ------------------------------ | ------------------------ | ---- | ---- | ----------------------- | ----------------------------------- |
| Union d'Afrique du Sud         | Monarchie sud-africaine  | 1910 | 1961 | Régime parlementaire    | Référendum et nouvelle Constitution |
| Barbade                        | Monarchie barbadienne    | 1966 | 2021 | Régime parlementaire    | Révision constitutionnelle          |
| Ceylan                         | Monarchie ceylanaise     | 1948 | 1972 | Régime parlementaire    | Nouvelle Constitution               |
| Fidji                          | Monarchie fidjienne      | 1970 | 1987 | Régime parlementaire    | Coup d'État                         |
| Gambie                         | Monarchie gambienne      | 1965 | 1970 | Régime présidentiel     | Référendum                          |
| Ghana                          | Monarchie ghanéenne      | 1957 | 1960 | Régime présidentiel     | Référendum                          |
| Guyana                         | Monarchie guyanienne     | 1966 | 1970 | Régime parlementaire    | Révision constitutionnelle          |
| Inde                           | Monarchie indienne       | 1947 | 1950 | Régime parlementaire    | Nouvelle Constitution               |
| État libre d'Irlande / Irlande | Monarchie irlandaise     | 1922 | 1949 | Régime parlementaire    | Proclamation du Parlement           |
| Kenya                          | Monarchie kényane        | 1963 | 1964 | Régime présidentiel     | Révision constitutionnelle          |
| Malawi                         | Monarchie malawienne     | 1964 | 1966 | Parti unique            | Nouvelle Constitution               |
| Malte                          | Monarchie maltaise       | 1964 | 1974 | Régime parlementaire    | Révision constitutionnelle          |
| Maurice                        | Monarchie mauricienne    | 1968 | 1992 | Régime parlementaire    | Révision constitutionnelle          |
| Nigeria                        | Monarchie nigériane      | 1960 | 1963 | Régime parlementaire    | Révision constitutionnelle          |
| Ouganda                        | Monarchie ougandaise     | 1962 | 1963 | Régime parlementaire    | Révision constitutionnelle          |
| Pakistan                       | Monarchie pakistanaise   | 1947 | 1956 | Régime parlementaire    | Nouvelle Constitution               |
| Rhodésie                       | Monarchie rhodésienne    | 1965 | 1970 | Régime parlementaire    | Nouvelle Constitution               |
| Sierra Leone                   | Monarchie sierraléonaise | 1961 | 1971 | Régime présidentiel     | Nouvelle Constitution               |
| Tanganyika                     | Monarchie tanganyikaise  | 1961 | 1962 | Régime présidentiel     | Nouvelle Constitution               |
| Trinité-et-Tobago              | Monarchie trinidadienne  | 1962 | 1976 | Régime parlementaire    | Nouvelle Constitution               |

### Référendums républicains
Certains royaumes du Commonwealth ont organisé des référendums pour déterminer s'ils devaient ou non devenir des républiques. Sur les huit référendums organisés, seuls trois ont été couronnés de succès : au Ghana, en Afrique du Sud et en Gambie (à la deuxième consultation). Cinq ont vu la proposition écartée : en Gambie (à la première consultation), en Australie, aux Tuvalu (à deux reprises) et à Saint-Vincent-et-les Grenadines. Aussi, la monarchie reste relativement soutenue dans la plupart des royaumes.
| Année | Pays                            | Oui                 | Non                 | Marge de victoire | Issue |
| ----- | ------------------------------- | ------------------- | ------------------- | ----------------- | ----- |
| 1960  | Ghana                           | 1 008 740 (88,49 %) | 131 145 (11,51 %)   | 877 595 (77 %)    | Oui   |
| 1960  | Union d'Afrique du Sud          | 850 458 (52,29 %)   | 775 878 (47,71 %)   | 74 580 (5 %)      | Oui   |
| 1965  | Gambie                          | 61 563 (65,85 %)    | 31 921 (34,15 %)    | —                 | Non   |
| 1970  | Gambie                          | 84 968 (70,45 %)    | 35 638 (29,55 %)    | 49 330 (41 %)     | Oui   |
| 1986  | Tuvalu                          | 121 (5,34 %)        | 2 144 (94,66 %)     | 2 023 (89 %)      | Non   |
| 1999  | Australie                       | 5 273 024 (45,13 %) | 6 410 787 (54,87 %) | 1 137 763 (10 %)  | Non   |
| 2008  | Tuvalu                          | 679 (35,02 %)       | 1 260 (64,98 %)     | 581 (30 %)        | Non   |
| 2009  | Saint-Vincent-et-les-Grenadines | 22 646 (43,71 %)    | 29 167 (56,29 %)    | 6 521 (12 %)      | Non   |

## Messages d'anniversaire du monarque

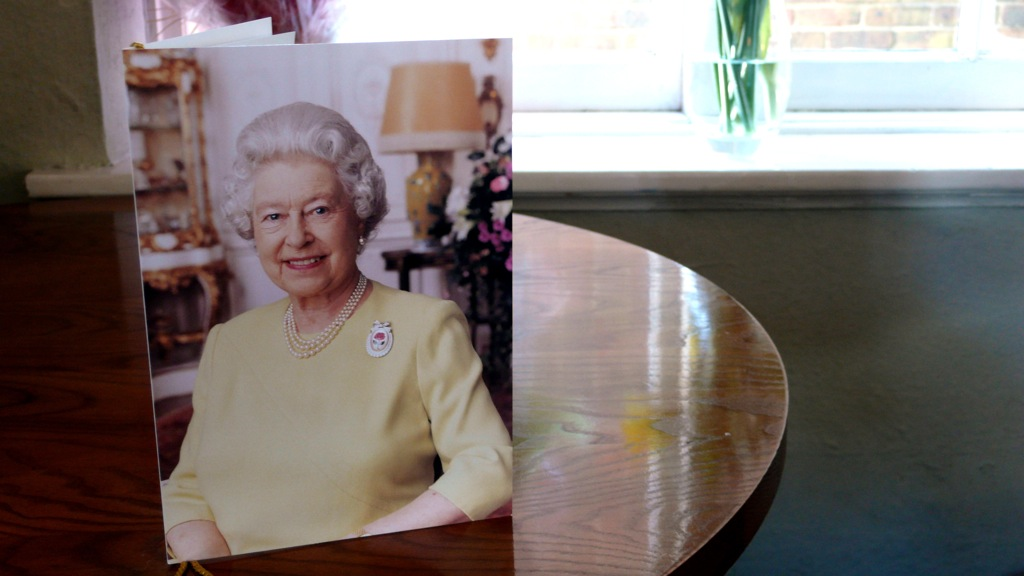
Carte d'anniversaire envoyée par la reine Élisabeth II en 2008.

Les citoyens des royaumes du Commonwealth peuvent demander que des messages leur soient envoyés de la part du souverain pour certains anniversaires de naissance ou de mariage. Ceci est possible pour les 100 ans, 105 ans et suivants de naissance, ainsi que pour les 60 ans (noces de diamant), 65 ans, 70 ans (noces de platine) et suivants de mariage,.
Cette tradition est établie en 1917 sous le règne du roi George V ; les messages étaient à cette époque envoyés sous forme de télégrammes alors qu'ils sont de nos jours émis par la voie postale. En 2000, Élisabeth II envoie un message à sa propre mère, la reine mère, pour ses 100 ans. En septembre 2015, la reine Élisabeth II a dépassé le million de cartes d'anniversaire envoyées à ses sujets au Royaume-Uni et dans les autres royaumes du Commonwealth.
La première carte à l'effigie de Charles III est envoyée en octobre 2022.